# Pealius ezeigwi
Pealius ezeigwi es un hemíptero de la familia Aleyrodidae, con una subfamilia: Aleyrodinae.
Fue descrita científicamente por primera vez por Mound en 1965.